# Trichilia pachypoda
Trichilia pachypoda là một loài thực vật có hoa trong họ Meliaceae. Loài này được (Rusby) C. DC. ex Harms miêu tả khoa học đầu tiên năm 1940.